# Lüneburg
Lüneburg (en baix alemany: Lümborg) és una ciutat de 70.312 habitants (2005), situada a la Baixa Saxònia, Alemanya. És la capital del districte de Lüneburg.

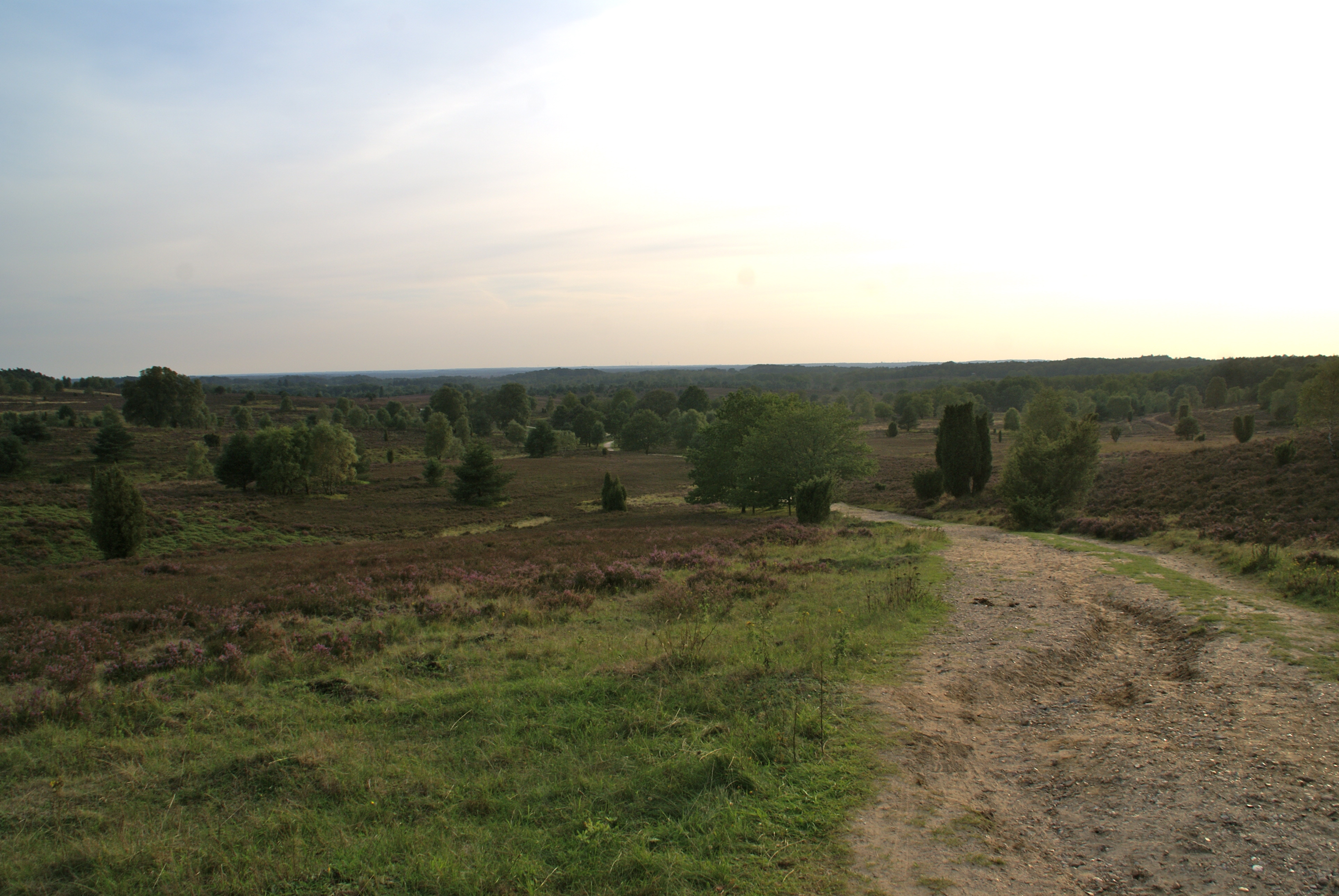
La Lüneburger Heide a Niederhaverbeck

El riu Ilmenau, un afluent del riu Elba, travessa Lüneburg. L'envolta el paisatge únic i impressionant de Lüneburger Heide, un parc natural de landa ple de bruc i ginebró. La desforestació de la regió a causa de la producció de la sal va transformar el paisatge natural.

## Història
La primera menció de Lüneburg data de l'any 956. Durant l'edat mitjana, va gaudir d'una gran activitat econòmica gràcies al comerç de la sal, i s'instal·laren moltes fàbriques de sal que s'exportava a altres ciutats. Seguint una vella ruta, la sal era transportada fins a Lübeck, on s'embarcava per ser distribuïda a centres comercials de les costes del mar Bàltic. Lüneburg i la seva sal van ser una de les principals fonts de poder i riquesa de la lliga Hanseàtica.
La ciutat va ser erigida en ducat el 1235. Posteriorment, el 1692, va ser integrada en el ducat dels Hannover. Durant l'ocupació napoleònica, i de 1807 a 1810, la ciutat va passar al Regne de Westfàlia, abans de ser incorporada a França. El 1814, després de l'enfonsament del Primer Imperi, torna a formar part del Regne de Hannover.
En temps de Johann Sebastian Bach (1685-1750) va ser un petit centre musical. L'escola de San Miguel, antic monestir benedictí, va acollir una Acadèmia de Cavallers, mentre que a les principals esglésies (la de Sant Miquel, la de Sant Nicolau i la de Sant Joan) tocaven organistes de la talla de Georg Böhm (1661-1773).
A partir de 1600, després d'un llarg període de prosperitat, hi va començar a disminuir-ne el comerç. Les salines es van tancar el 1980 i, l'any 1989, la ciutat va tornar a recuperar una certa notorietat gràcies a la fundació de la seva universitat.

## Fills il·lustres
- Johann Abraham Peter Schulz (1747-1800), compositor musical.
- Susanne Linke (1944), directora i coreògrafa de dansa-teatre.
- Johann Jacob Löwe (1629-1703), organista i compositor.

## Postals de la ciutat

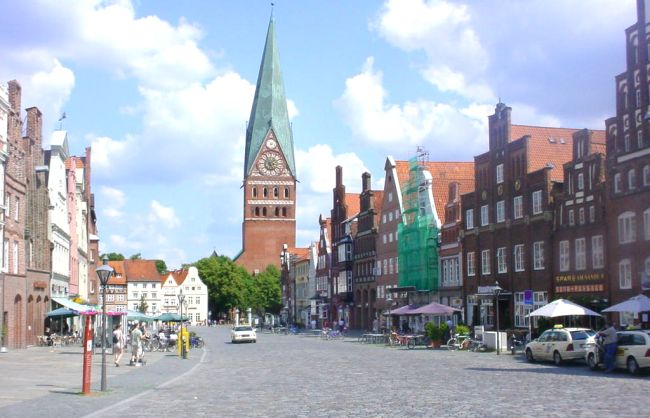
Am Sande
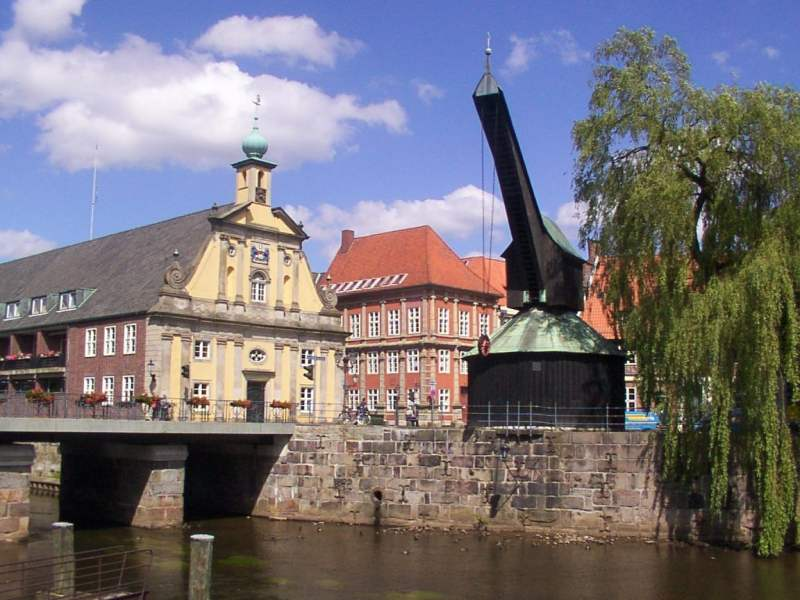
Port medieval de Lüneburg
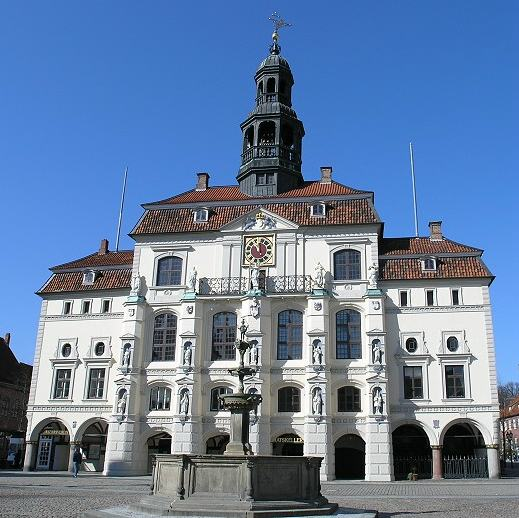
Lüneburger Rathaus
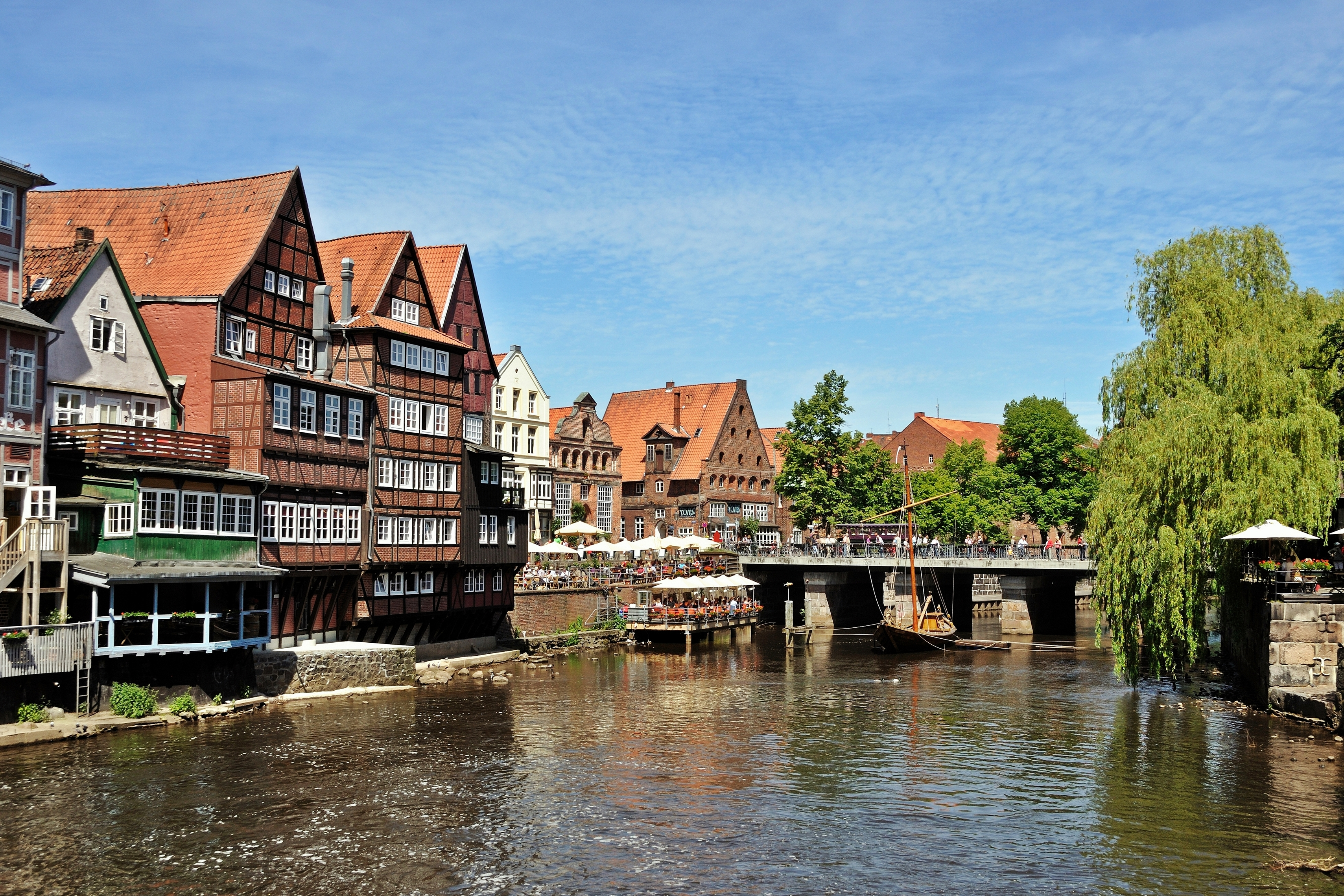
Cases amb entramat de fusta a l'Alter Hafen (port vell)